# 第43歩兵連隊 (フランス軍)
第43歩兵連隊（だいよんじゅうさんほへいれんたい、43e régiment d'infanterie de ligne：43e RI）は、ノール県リールに駐屯する、通信支援旅団隷下のフランス陸軍の後方支援連隊である。
兵種は通信、伝統的区分は歩兵である。
同連隊は、フランス陸軍の連隊の中でも歴史ある連隊の一つである。

## 沿革
- 1638年：ヴェッソー連隊が創設される。
- 1644年：ヴェッソー＝マザリン連隊となる。
- 1650年：ヴェッソー＝カンダール連隊となる。
- 1661年：ヴェッソー＝プロヴァンス連隊となる。
- 1669年：ロワイヤル・ヴェッソー連隊となる。
- 1791年：第43戦列歩兵連隊となる。
- 1794年：第43戦列准旅団となる。
- 1796年：第43戦列歩兵准旅団となる。
- 1821年：再び第35戦列歩兵連隊になる。
- 1870年：第8行進連隊となる。
- 1914年：第43歩兵連隊となる。
- 1947年：第43歩兵大隊となる。
- 1949年：第43歩兵連隊となる。

## 最新の部隊編成
- 連隊本部
- 本部管理中隊
- 管理支援中隊（武器・車両・通信の整備など）
- 予備訓練中隊

## 主要装備
- GIAT BM92-G1
- FA-MAS
- 12.7mm重機関銃
- VAB
- P4
- TRM 2000
- TRM 10000
- GBC 180